# Oxicromodravita
L'oxicromodravita és un mineral de la classe dels silicats que pertany al grup de la turmalina. Rep el nom per la seva relació amb la dravita i pel seu contingut d'oxigen i crom.

## Característiques
L'oxicromodravita és un ciclosilicat de fórmula química Na(Cr)₃(Cr₄Mg₂)(Si₆O18)(BO₃)₃(OH)₃O. Cristal·litza en el sistema trigonal. La seva duresa a l'escala de Mohs és 7,5.
L'exemplar que va servir per a determinar l'espècie, el que es coneix com a material tipus, es troba conservat al museu de mineralogia del departament de ciències de la terra de la Universitat de Roma La Sapienza, Itàlia, amb el número de catàleg 33064.

## Formació i jaciments
Va ser descoberta a la pedrera de marbre Pereval, situada a la localitat russa de Slyudyanka, dins l'àrea del llac Baikal (óblast d'Irkutsk, Districte Federal de l'Extrem Orient). Es tracta de l'únic indret de tot el planeta on ha estat descrita aquesta espècie mineral.